# Paradise (Sophie and the Giants e Purple Disco Machine)
Paradise è un singolo della cantante britannica Sophie and the Giants e del DJ tedesco Purple Disco Machine, pubblicato il 16 giugno 2023 come terzo estratto dal terzo album in studio omonimo di Purple Disco Machine.

## Descrizione
A proposito del brano, Sophie Scott ha dichiarato:

## Video musicale
Il video, diretto da Samuel Douek, è stato reso disponibile il 28 giugno 2023 attraverso il canale YouTube di Sophie and the Giants.

## Tracce
Testi e musiche di Olivia Sebastianelli, Sophie Scott, Toby Scott e Mitch Jones.
Download digitale
1. Paradise – 3:17

Download digitale – remix
1. Paradise (con R3hab) (R3hab Remix) – 2:35

## Classifiche
| Classifica (2023) | Posizione massima |
| ----------------- | ----------------- |
| Bielorussia       | 65                |
| Croazia           | 11                |
| Estonia           | 13                |